# NGC 3839
NGC 3839 (другие обозначения — UGC 6700, MCG 2-30-24, ZWG 68.48, IRAS11413+1103, PGC 36475) — спиральная галактика (Sd) в созвездии Лев.
Этот объект входит в число перечисленных в оригинальной редакции «Нового общего каталога».
В галактике вспыхнула сверхновая SN 2009mh типа Ia, её пиковая видимая звездная величина составила 16,6.
Галактика NGC 3839 входит в состав группы галактик IC 724. Помимо NGC 3839 в группу также входят NGC 3817, NGC 3822, NGC 3848, NGC 3825, NGC 3852, IC 724, UGC 6617, NGC 3819 и NGC 3820.